# 密紋波眼蝶
密紋波眼蝶（学名：Ypthima multistriata），又名密紋瞿眼蝶、臺灣波紋蛇目蝶、三眼蝶、多條鄰眼蝶、台灣波紋蛇目蝶，为蛺蝶科矍眼蝶屬下的一个种。

## 描述
中小型眼蝶，略具雌雄二型性。體背褐色，腹面灰白至淺褐色。雄蝶前足退化，雌蝶前足正常。雄蝶體色偏深，雌蝶翅底色較淡，翅背眼紋較明顯，且無性標。
頭與下唇鬚黑褐雜赭黃或灰白，觸角具灰白條紋，末端裸露。胸部背面褐色、腹面灰白，足褐色，有乳白條紋。緣毛灰白至淺褐。
前翅長16-22 mm，外型近三角形，後翅圓或扇形。R脈基部具紡錘形囊狀構造。翅背面褐色，亞外緣有暗弧線。前翅眼紋常模糊或消失，雄蝶偶具一枚；後翅CuA1室常見眼紋，翅腹面則另有一至三枚眼紋，分布於Rs、CuA1、CuA2室，Rs室最大。前翅腹面具兩道深色帶紋，呈V字形，另有一眼紋；後翅另具灰白色波紋與鈑手狀灰白帶紋。雄蝶前翅背面具深色性標。

## 分佈
分布於朝鮮半島、日本、中國大陸及臺灣。臺灣主要分佈於本島低至中海拔地區。

## 棲地
主要棲息於常綠闊葉林、海岸林及灌叢等陰暗環境，如林緣、林床。一年多代，全年可見成蝶活動，喜訪花。幼蟲以禾本科植物如棕葉狗尾草、芒、剛莠竹等為食。